# برنارد سمول
برنارد سمول (بالإنجليزية: Bernard Small)‏ هو منتج أفلام أمريكي، ولد في 7 سبتمبر 1918 في نيويورك في الولايات المتحدة، وتوفي في 21 مايو 2003 في لوس أنجلوس في الولايات المتحدة.

## وصلات خارجية
- برنارد سمول على موقع IMDb (الإنجليزية)
- برنارد سمول على موقع قاعدة بيانات الفيلم (الإنجليزية)